# 德氏小鸊鷉
是馬達加斯加阿勞特拉湖及附近湖泊的一種鸊鷉。最後是於1985年觀察到牠們，并在2010年被国际自然保护联盟宣布为灭绝。
德氏小鸊鷉於20世紀開始衰落，主因是失去棲息地及被入侵的線鱧所掠食。另外，牠們亦會與中途停留的小鸊鷉混種，令牠們的基因池減少。